# Jōmon-Sugi

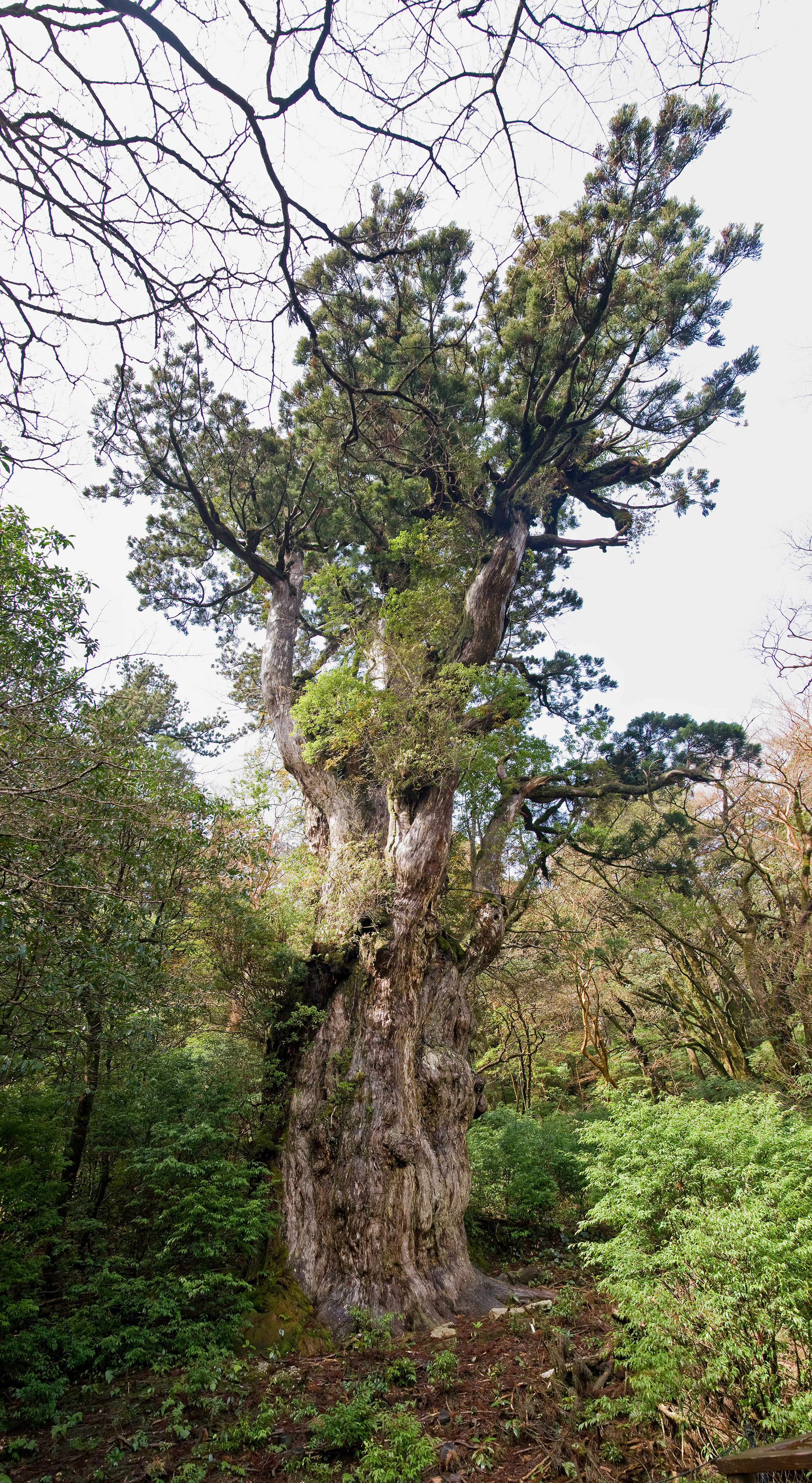
Jōmon-Sugi

Jōmon-Sugi (jap. 縄文杉) ist der Name einer sehr alten Sicheltanne bzw. Japanischen Zeder (Cryptomeria japonica) auf der japanischen Insel Yakushima.

## Namensherkunft
Der Name „Jōmon“ leitet sich aus dem Alter der Sicheltanne ab – die Jōmon-Zeit ist eine von 14.000 bis 300 v. Chr. andauernde Epoche der japanischen Geschichte. „Sugi“ (杉) ist die japanische Bezeichnung für eine Sicheltanne.

## Beschreibung
Laut dendrochronologischer Datierung an den Ästen des Baumes ist die Jōmon-Sugi mindestens 2000 Jahre, nach einigen Schätzungen sogar bis zu 7200 Jahre alt. Damit ist sie die älteste Sicheltanne der Welt. Sie hat eine Höhe von ca. 25 m, einen Durchmesser von 5 m und einen Umfang von 16 m. Die Sicheltanne wächst in den Bergen im Zentrum der Insel Yakushima auf einer Höhe von 1292 m.

## Geschichte
Die Jōmon-Sugi entging vermutlich vor Hunderten von Jahren Holzfällern aus der Edo-Zeit wie andere alte Sicheltannen von Yakushima wohl nur dank ihrer unregelmäßigen Form. Der Baum wurde in den 1960er Jahren wiederentdeckt und steht seitdem zusammen mit den übrigen Wäldern auf Yakushima im 1964 ausgewiesenen Yakushima-Nationalpark unter Schutz. Im Jahr 1993 wurde ein Gebiet von 107,47 km² des Sicheltannenwaldes von der UNESCO zum Weltnaturerbe erklärt.
Zwei Wanderwege, die jährlich mehr als 10.000 Bergsteiger benutzen, führen zur Jōmon-Sugi. Um den Baum und insbesondere seine Wurzeln zu schützen, wurde eine Aussichtsplattform jeweils südlich und nördlich des Baums errichtet.
Auf den Wegen zur Jōmon-Sugi gibt es mehrere andere berühmte Bäume. Dazu gehören Meoto-Sugi, ein Sicheltannen-Paar, das als ein Mann und eine Frau, die sich umarmen, beschrieben wird, Daiō-Sugi (dt. „Große Königszeder“), einer der größten Bäume der Insel, und Wilson’s Stump (benannt nach dem englisch-amerikanischen Botaniker Ernest Henry Wilson), die Überreste einer riesigen Sicheltanne, die in den 1580er Jahren gefällt wurde. Wilsons Fotografien des Baumstumpfes aus dem frühen 20. Jahrhundert wurden in den Archiven der Harvard University wiederentdeckt.

## Baumpartnerschaft

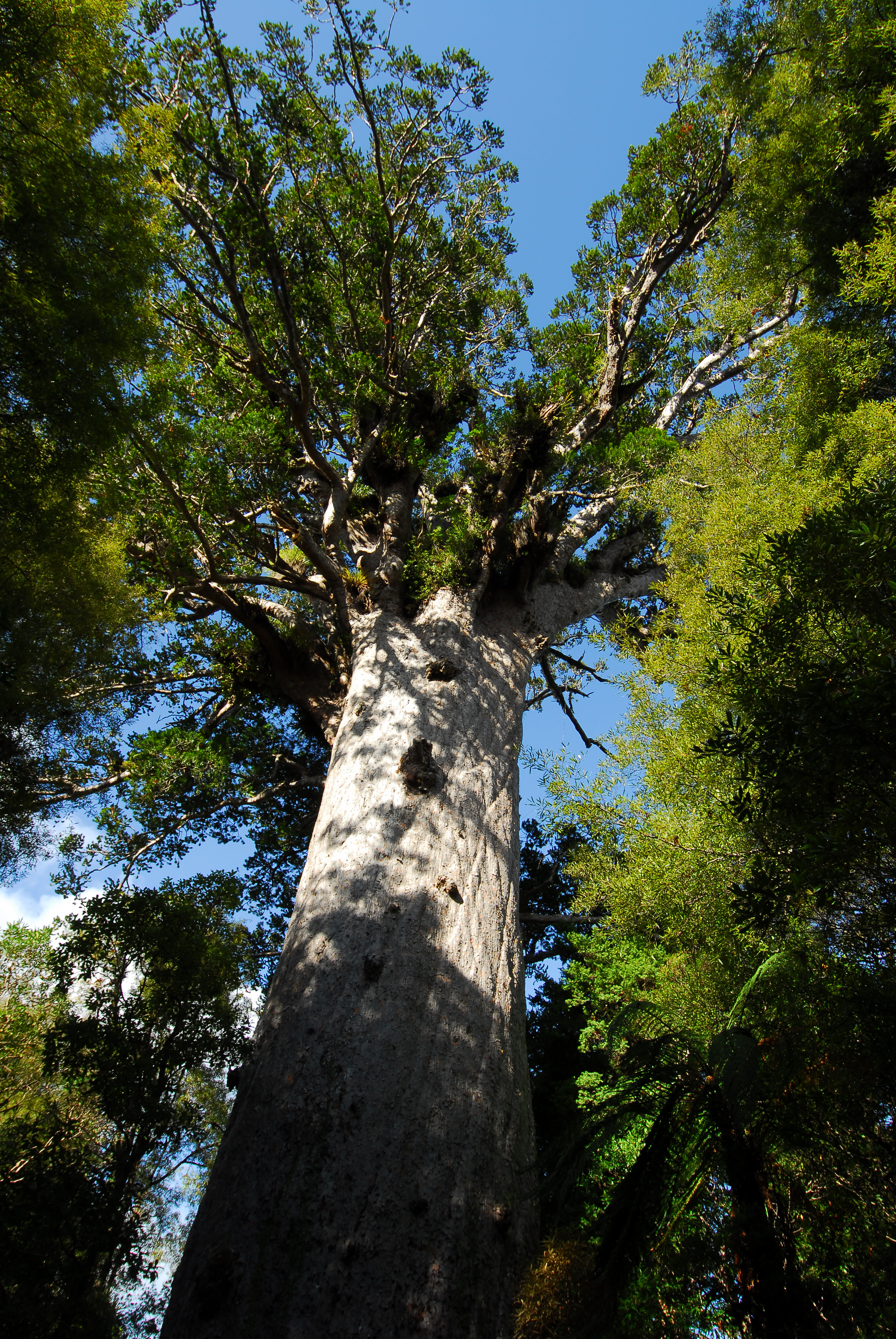
Tāne Mahuta in Neuseeland – seit April 2009 Baum-Partner der Jōmon-Sugi

Im April 2009 wurde eine weltweit erste Baum-Partnerschaft mit dem Tāne Mahuta in Neuseelands Waipoua Forest geschlossen. Das Alter des Neuseeländischen Kauri-Baums wird auf etwa 2000 Jahre geschätzt.